# Alwin Ziel

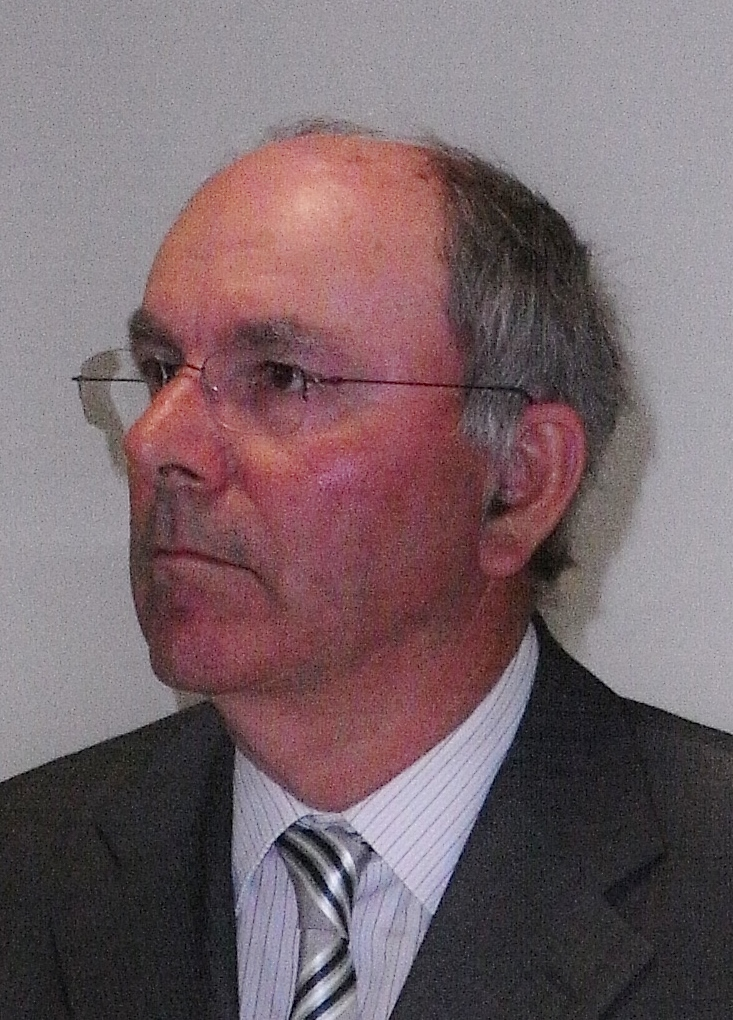
Alwin Ziel (2009)

Alwin Ziel (* 22. April 1941 in Quernau, Danzig-Westpreußen) ist ein deutscher Politiker (SPD). Er war 1990 Mitglied der Volkskammer, von 1990 bis 1999 Innenminister und anschließend bis 2002 Sozialminister des Landes Brandenburg. Von 1990 bis 2014 gehörte er dem Landtag Brandenburg an.

## Werdegang
Der Bauernsohn besuchte Schulen in Zölkow, Parchim und Dömitz und legte 1960 das Abitur ab. Anschließend absolvierte er ein Studium an der Pädagogischen Hochschule Güstrow und arbeitete währenddessen schon als „Neulehrer“ an der Fritz-Reuter-Schule in Grabow. Als Diplom-Lehrer für Deutsch und Russisch unterrichtete er von 1965 bis 1972 an der Friedrich-Rohr-Oberschule in Grabow. Da er nach Ansicht der Schulleitung als bekennender Christ keine Jugendweihe-Klasse leiten durfte, verließ er die Schule und absolvierte stattdessen ein zweijähriges Erweiterungsstudium in Logopädie an der Humboldt-Universität zu Berlin (Abschluss als Diplom-Pädagoge). Danach war er als Logopäde in der Beratungsstelle Dessau tätig.
Von 1977 bis 1988 unterrichtete Ziel als Fachschullehrer an der Fachschule für Ökonomie in Rodewisch. Ein Jurastudium als Externer an der Humboldt-Universität schloss er 1986 als Diplom-Jurist ab. Anlässlich eines Verwandtenbesuchs in Niedersachsen am 22. April 1988 flüchtete er aus der DDR. Vier Monate später, am 16. August 1988, kehrte er in die DDR zurück, nachdem seine Frau verhaftet worden war und die Behörden gedroht hatten, die gemeinsamen Söhne in ein Kinderheim einzuweisen. Von 1988 bis 1990 arbeitete Ziel als wissenschaftlicher Assistent an der Sektion Rehabilitationspädagogik der Humboldt-Universität Berlin.

## Politischer Werdegang

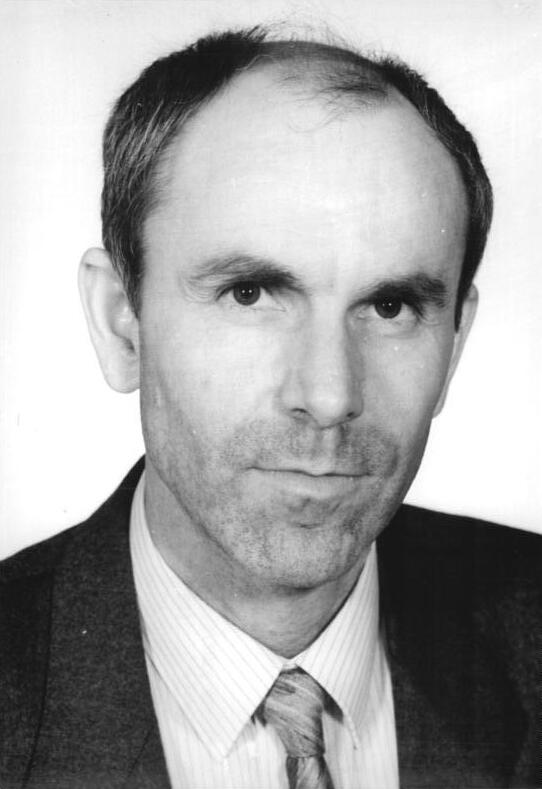
Alwin Ziel, 1990

Im Dezember 1989 wurde Ziel Mitglied der Sozialdemokratischen Partei in der DDR (SDP). Er war nach der freien Wahl im März 1990 Mitglied der Volkskammer der DDR sowie Fraktionsgeschäftsführer seiner Partei und in der Regierung de Maizière ab April 1990 parlamentarischer Staatssekretär im Ministerium für Arbeit und Soziales der DDR (unter der Ministerin Regine Hildebrandt).
Seit der Fusion der Ost-SDP mit der westdeutschen SPD am 26. September 1990 gehört Ziel dieser Partei an. Nach der deutschen Wiedervereinigung im Oktober 1990 wurde er Mitglied des Brandenburger Landtages und bereits einen Monat später Minister des Innern des Landes Brandenburg und stellvertretender Ministerpräsident. Diese Ämter hatte er in den Kabinetten Stolpe I und II bis 1999 inne. Von Februar 1991 bis Dezember 1992 war Ziel Vorsitzender der Arbeitsgemeinschaft sozialdemokratischer Juristinnen und Juristen des SPD-Landesverbandes Brandenburg und von Januar 1993 bis November 1995 stellvertretender Vorsitzender dieser Arbeitsgemeinschaft. Als brandenburgischer Innenminister hatte Ziel von Januar 1993 bis Dezember 1995 den Vorsitz in der Konferenz der Innenminister und -senatoren der Länder.
Im Oktober 1999 wurde Ziel als Nachfolger Regine Hildebrandts brandenburgischer Minister für Arbeit, Soziales, Gesundheit und Frauen im Kabinett Stolpe III und blieb dies bis August 2002. Bei der Abstimmung über das Zuwanderungsgesetz im Bundesrat am 22. März 2002 stimmte Ziel mit „ja“, der brandenburgische Innenminister Jörg Schönbohm vom Koalitionspartner CDU hingegen mit „nein“. Der Bundesratspräsident Klaus Wowereit befragte daraufhin den Ministerpräsidenten Manfred Stolpe und wertete das Votum des Landes Brandenburg nach dessen Entscheidung als Ja-Stimme. Das Bundesverfassungsgericht erklärte die Abstimmung später für ungültig.
Bei den Kommunalwahlen 2008 wurde Alwin Ziel Stadtverordneter in Hohen Neuendorf. Er wurde zum Stadtverordnetenvorsteher gewählt. Dieses Amt legte Ziel jedoch im Zuge der Kritik an seinem Boykott der Sitzung der Stadtverordnetenversammlung vom 17. September 2009 nieder. Zugleich erklärte er seinen Rücktritt als Stadtverordneter. Bei der Landtagswahl 2009 gelang Ziel erneut über das Direktmandat im Wahlkreis Oberhavel II der Einzug in den Landtag. Zur Landtagswahl 2014 trat er nicht wieder an und schied somit aus dem Landtag aus.
Seit 1994 ist Ziel Vorstandsmitglied der Deutschen Paul-Lazarsfeld-Gesellschaft.

## Privates
Ziel ist evangelisch, verwitwet und hat zwei Söhne.